# S/2006 S 3
S/2006 S 3 ist einer der kleineren äußeren Monde des Planeten Saturn.

## Entdeckung
Die Entdeckung von S/2006 S 3 durch Scott S. Sheppard, David C. Jewitt, Jan Kleyna und Brian G. Marsden auf Aufnahmen vom 5. Januar bis zum 30. April 2006 wurde am 26. Juni 2006 bekannt gegeben.

## Bahndaten
S/2006 S 3 umkreist Saturn auf einer retrograden exzentrischen Bahn in rund 1127 Tagen. Die Bahnexzentrizität beträgt 0,398, wobei die Bahn um 158° gegen die Ekliptik geneigt ist.

## Aufbau und physikalische Daten
S/2006 S 3 besitzt einen Durchmesser von etwa 6 km.